# Uwe Harten
Uwe Harten est un musicologue allemand, né le 16 août 1944 à Ehrhorn en Allemagne, et qui vit à Vienne, en Autriche, depuis 1964.

## Biographie
Harten a grandi à Hambourg, où il a repris le rôle de soprano pour garçons de l'Opéra national allemand. À Hambourg, il commence également ses études en musicologie et en histoire de l'art, qu'il poursuit ensuite à Vienne avec Erich Schenk. Il obtint son doctorat avec une thèse sur Karl Debrois van Bruyck, l'admirateur viennois de Robert Schumann.
Il a ensuite travaillé comme assistant dramaturgique du Vienna Chamber Opera. Il a également aidé Anthony van Hoboken à produire son catalogue d'œuvres de Joseph Haydn.
Depuis 1972, il était membre de la Commission de recherche musicale de l'Académie autrichienne des sciences. À partir de 1974, il est secrétaire et membre du conseil d’administration des Denkmäler der Tonkunst in Österreich (Monuments de l'art musical autrichien).
De plus, Harten travaillait pour l'Institut Anton Bruckner de Linz depuis sa fondation en 1978. Il en était également le directeur scientifique adjoint de 1988 à 2000. Il a également participé entre 1977 et 2000 à l'organisation du Symposium Bruckner de Linz. Uwe Harten est également président de la Société Hans Rott de Vienne.
Harten vit à Vienne depuis 1964 et est marié à la musicologue Christa Harten, née Christa Flamm.

## Publications notables
- Anton Bruckner, ein Handbuch, Residenz Verlag, Salzbourg, 1996,  (ISBN 3-7017-1030-9).
- Hans Rott (1858–1884), Biographie, Briefe, Aufzeichnungen und Dokumente aus dem Nachlaß von Maja Loehr (1888–1964), Académie autrichienne des sciences, Vienne, 2000,  (ISBN 3-7001-2943-2).
- Max Kalbeck zum 150. Geburtstag: Skizzen einer Persönlichkeit, Hans Schneider, Tutzing, 2007,  (ISBN 3-7952-1236-7).
- Die Sache, für die mein Leben einsteht, Studien zu Leben und Werk des Wiener Komponisten Hans Rott, avec Johannes Volker Schmidt, Olms Verlag, Hildesheim, 2014,  (ISBN 978-3-487-15160-1).